# Ekås
Ekås är en ort i Sandhults socken, Borås kommun.
Orten ligger i huvudsak runt länsväg 180 nordväst om Borås.

## Tätorten
1960 avgränsade SCB en tätort med 308 invånare inom Sandhults landskommun. 1975 hade tätorten sammanvuxit med Borås tätort.